# Сырная муха
Сырная муха (лат. Piophila casei) — насекомое отряда двукрылых семейства Piophilidae рода Piophila. Наиболее типичный представитель рода.

## Описание
Имаго — небольшое насекомое, внешне напоминающее мелкого крылатого муравья. Тело гладкое, чёрного цвета, блестящее; часть головы и ног жёлтого цвета. Длина тела — до 4,5—5 мм. Глаза голые, сяжки короткие, щетинка голая, хоботок вздутый у основания, с широкими губами, грудь слабо выпуклая, брюшко удлинённое, крылья длинные, с очень нежными жилками. Как и у всех двукрылых, для полёта используется лишь передняя пара крыльев, тогда как задние редуцированы в размерах и видоизменены в жужжальца, служащие для поддержания равновесия в воздухе.
Взрослая личинка длинная (до 8 мм), цилиндрической формы. На задней стороне VIII брюшного сегмента личинки имеются шесть конусовидных выростов. Расположение задних дыхалец личинки — на коротких выростах, на передних дыхальцах имеются 8—12 пальцевидных выростов. В случае опасности личинка способна совершать прыжки на значительное расстояние — до 15 см (расстояние, почти в 20 раз превышающее длину её тела).

## Распространение
Распространена повсеместно, особо широкое распространение имеет в рыбопромышленных районах.

## Размножение
Самка сырной мухи за один раз откладывает на поверхность солёной либо копчёной рыбы или, реже, в старый сыр (отсюда и происходит её название), сало, ветчину и т. п. 40—120 яиц. Личинки, называемые сырными червями или сырными клещами или прыгунами, достигают длины 8 мм и, будучи потревоженными, могут совершать прыжки на расстояние до 15 см; до 30 см - при побеге от хищника и после 3-й личиночной стадии для последующего окукливания в земле. Для прыжка личинки съеживаются, дотягиваясь до задней части своего тела, и зацепляются с помощью ротовых крючков. После напрягаются и отпускают крючки, "катапультируясь". Могут выполнить лишь несколько прыжков.
В течение лета сменяется несколько поколений сырной мухи; зимуют в стадии куколки. Куколки, как правило, располагаются в почве, в остатках заражённых сырными мухами продуктов, а также внутри щелей пола, ящиков, пустых бочек и т. п.

## Взаимодействие с человеком
Вредитель запасов. В случае попадания в организм человека личинки сырной мухи становятся причиной кишечных миазов. Для борьбы с сырными мухами помещения обрабатываются инсектицидами, горячим паром, хлорной известью и т. п.
Личинки сырных мух используются на Сардинии для приготовления из сорта сыра пекорино экзотического блюда — сыра касу марцу. Сыр, представляющий собой полуразложившуюся массу с находящимися в ней сырными червями, иногда употребляется вместе с живыми личинками.